# Christian VIII (1840)
Christian VIII var ett linjeskepp i danska Kungliga flottan. Fartyget, som fick sitt namn efter den danske kungen Kristian VIII, byggdes på Köpenhamns örlogsvarv under ledning av fartygskonstruktören Andreas Schifter och sjösattes den 22 maj 1840. Skeppet var bestyckat med 84 kanoner av olika kalibrar, uppställda på två täckta batteridäck.
Christian VIII deltog i Slesvig-holsteinska kriget 1848–1851. I början av april 1849 avdelades hon tillsammans med fregatten Geifon, för att oskadliggöra två tyska kustbatterier i den innersta delen av Eckernfördebukten, på Slesvigs östkust. Artillerimässigt förfogade danskarna över en betydande övermakt, men fartygsbesättningarna var dåligt övade i pjästjänst och riktade sina skott för högt, så att eldens verkan begränsades. Den danske befälhavaren Frederik Paludan gav order till hjulångarna Hekla och Geiser att bogsera örlogsfartygen ur strid, vilket dock misslyckades på grund av kraftig tysk beskjutning.
Christian VIII försökte kryssa mot den västliga brisen, men vägrade i en vändning och gick på grund. Kort därefter sköts linjeskeppet i brand. Christian VIII tvingades omedelbart stryka flagg, men innan allt manskap hunnit evakueras nådde lågorna skeppets krutdurk, varpå fartyget exploderade och sjönk. Tyskarna erövrade också fregatten Geifon, som införlivades i den nygrundade slesvig-holsteinska flottan under namnet Eckernförde, till minne av den tyska segern. 

## Galleri

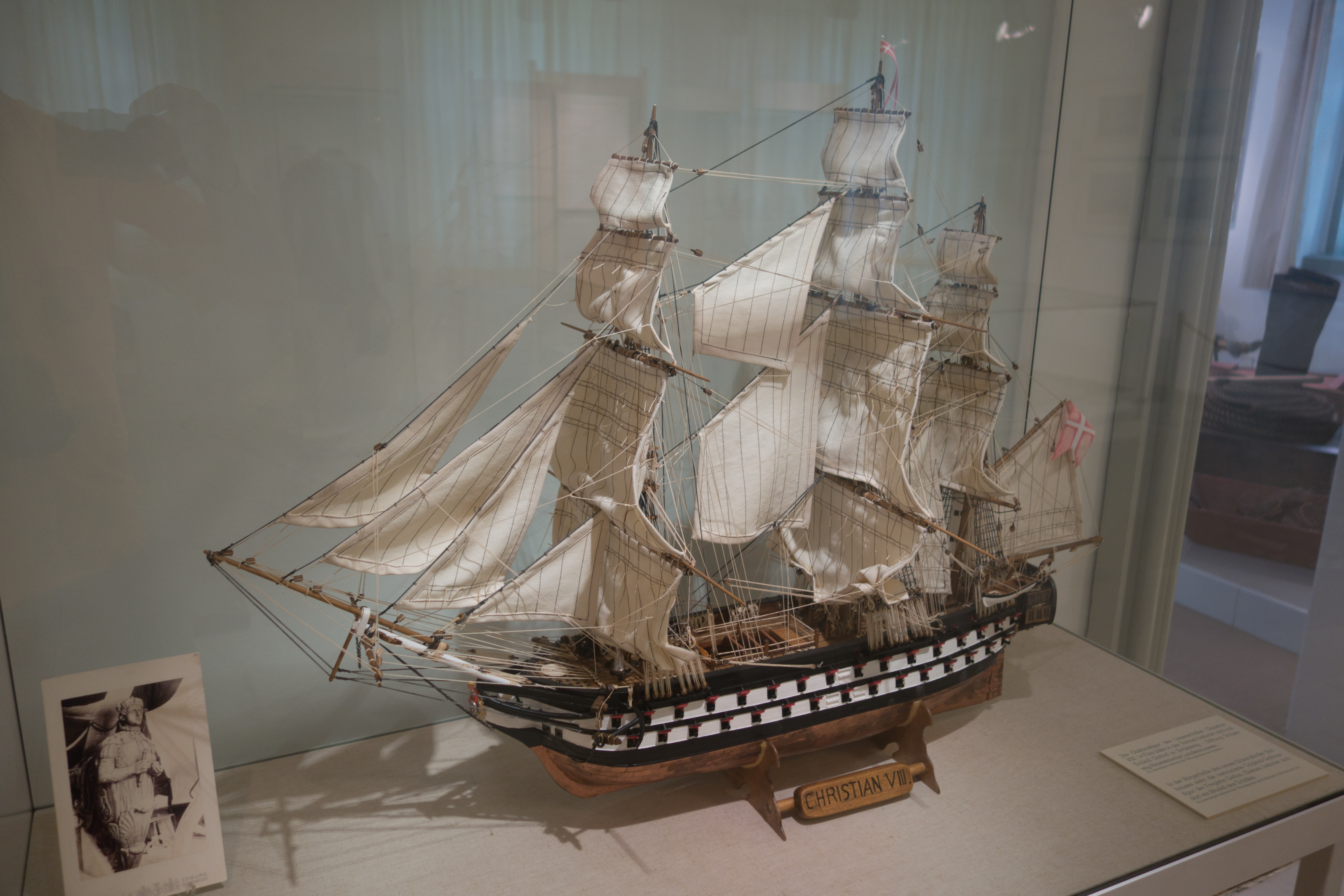
Modell av Christian VIII på Eckernfördes kulturhistoriska museum.
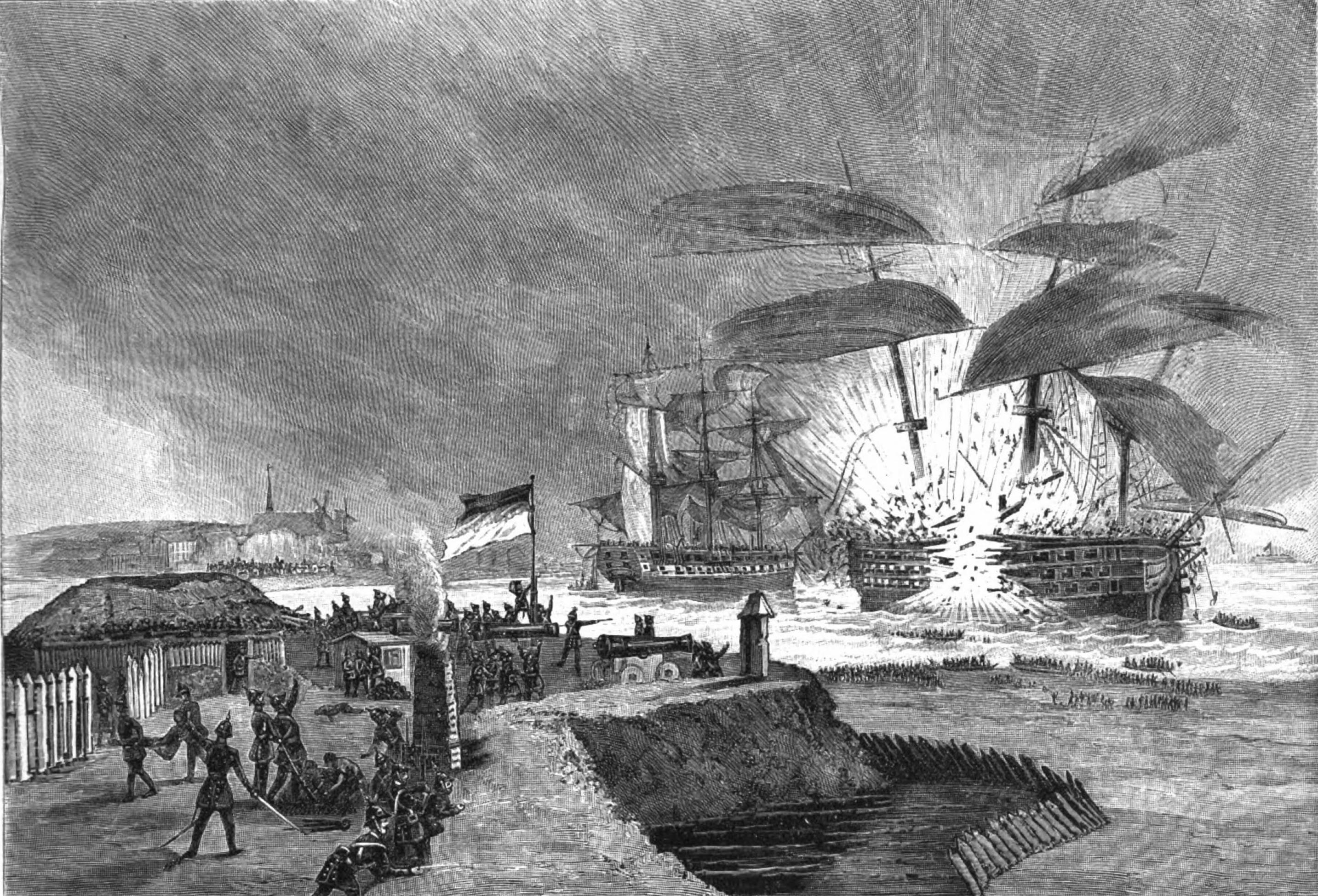
Christian VIII exploderar efter att ha skjutits i brand av tyskt kustartilleri.